# リュベン・カラヴェロフ
リュベン・カラヴェロフ（ブルガリア語: Любен Стойчев Каравелов, 1834年 - 1879年1月21日）は、ブルガリアの作家、民族解放運動家。
1834年コプリフシティツァで生まれた。ブルガリアは14世紀末に征服されて以来オスマン帝国に支配されていたが、19世紀半ばから独立運動が盛んになっていた。カラヴェロフは1857年から1865年までモスクワ大学に留学し、ゲルツェンの革命思想やベリンスキーらの影響を受け、詩や論文を発表し始めた。モスクワではスラブ慈善協会と接触を持ち、1867年セルビアに移り、ブルガリア移民結社を作った。セルビアでは1868年に投獄され1869年に釈放されている。1870年レフスキらと共にブカレストでブルガリア革命中央委員会を組織し、綱領を起草、1869年以後カラヴェロフがブカレストで刊行した機関紙「自由」紙上の評論活動でブルガリア人の革命意識の高揚をはかった。1872年にブルガリア革命中央委員会議長になり、1873年「自由」紙にかわって「独立」紙を刊行開始したが、1876年の一斉蜂起（四月蜂起）の前1874年にブルガリア革命中央委員会から離れた。ブルガリアの解放についてカラヴェロフがバルカン連邦を基調とした案を主張し、1873年に刑死したレフスキの流れをくむボテフと対立したためである。その後カラヴェロフは文筆活動を続け、1879年ルセで死去した。
文学活動においてはカラヴェロフはブルガリア文学の批判的リアリズムの基礎を築いた。保守主義者を批判した1872年の中編小説「古いブルガリア人」や反トルコ思想を盛った1871年の短編小説「指導者」などの小説があり、ゴーゴリやチェルヌイシェフスキーらの影響がみられる。他に多くの詩や評論、民間伝承、翻訳の著作があり、青少年の教育にも注力した。
肉親には10歳ほど年下の弟で1880年以降3度にわたって首相を務めた政治家ペトコ・カラヴェロフがいる。